# Sigurlás Þorleifsson
Sigurlás Þorleifsson (ur. 15 lipca 1957 w Vestmannaeyjar, zm. 24 kwietnia 2018 tamże) – islandzki piłkarz występujący na pozycji napastnika oraz trener.
Jako zawodnik ÍBV wywalczył Puchar Islandii (1981), a także wicemistrzostwo Islandii (1982). Trzykrotnie został też królem strzelców ligi islandzkiej (1979, 1981, 1982).
W reprezentacji Islandii zadebiutował 5 września 1979 w przegranym 0:4 meczu el. do ME 1980 z Holandią, a 14 lipca 1980 w przegranym 1:3 towarzyskim pojedynku z Norwegią zdobył swoją jedyną bramkę w kadrze. W latach 1979–1982 w drużynie narodowej rozegrał dziewięć spotkań.